# فيرنر تسورن
فيرنر تسورن (بالألمانية: Werner Zorn) (ولد في 24 سبتمبر 1942، فرانكفورت أم ماين) وهو عالم كمبيوتر ألماني ورائد في مجال الإنترنت.
من 2001 إلى 2007، عمل أستاذاً لأنظمة الاتصالات في معهد هاسو بلاتنر في جامعة بوتسدام، وكان يعمل سابقاً في معهد كارلسروه للتكنولوجيا ورئيساً لمركز الحاسوب.

## حياته
كان فيرنر زورن نجل الأستاذ إريك زورن، التحق بمدرسة ابتدائية في باد زودن آن در تاونوس من عام 1949 إلى عام 1953، ثم في فرانكفورت. بعد تخرجه في عام 1962، درس في جامعة كارلسرو التقنية، تخصص في هندسة الاتصالات وتخرج بدرجة عالية في الهندسة في عام 1967. ثم حصل على الدكتوراه، مع مدربه كارل ستينبوش، قام بطريقة إعداد الرسالة الخطية في مجال التعرف على الحروف.

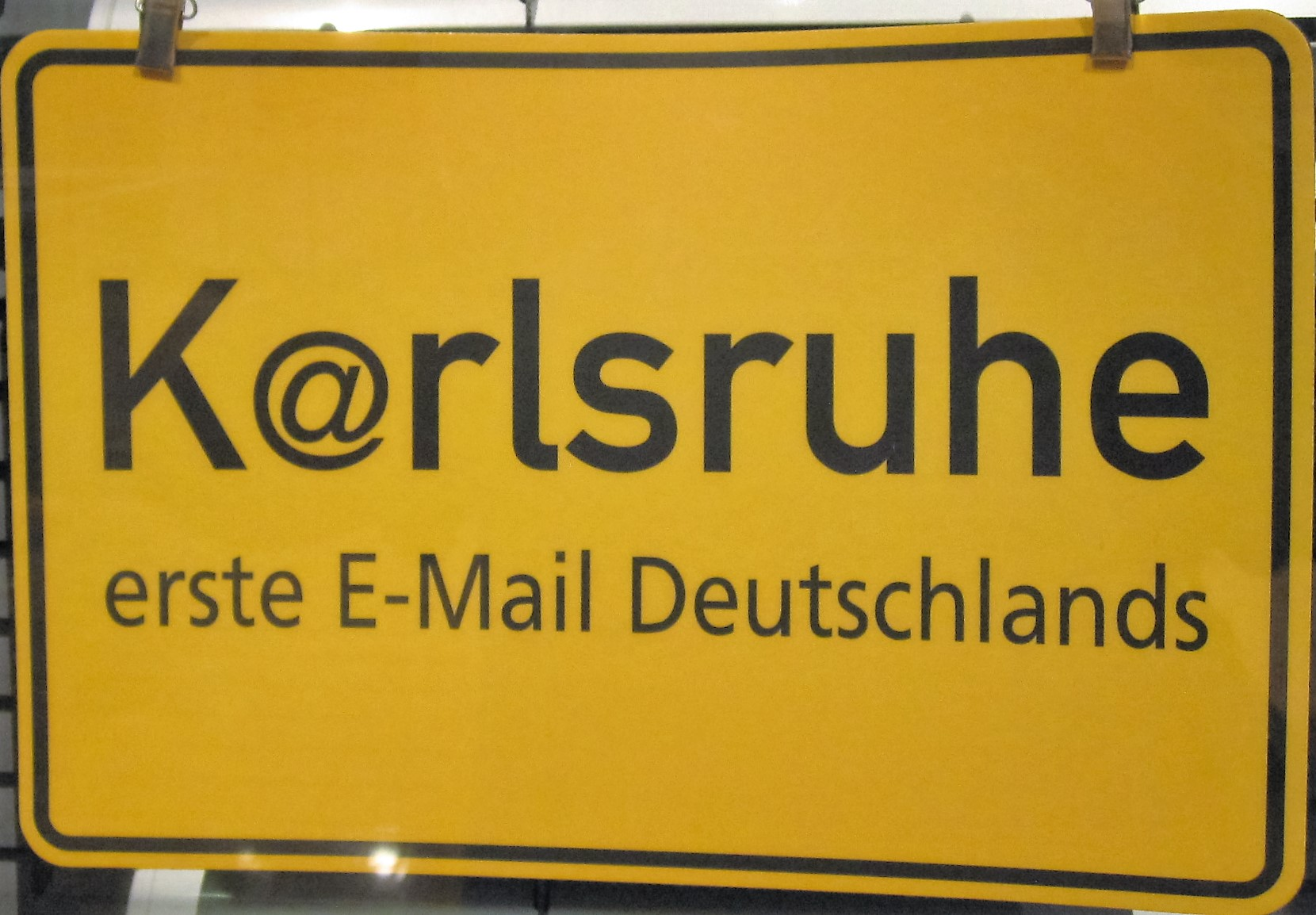
كارلسروه - أول بريد الكتروني لألمانيا

في عام 1972، انتقل إلى قسم علوم الكمبيوتر الحديث في جامعة كارلسروه (TH)، حيث كان مسؤولاً عن تطوير وتشغيل مركز البيانات المعلوماتي (IRA) لمدة 25 عامًا. بعد تعيينه كأستاذ في عام 1979، اختار مواضيع تحليل الأداء المنهجي واتصالات البيانات كواحد من مجالات عمله الرئيسية، والتي استمر في متابعتها منذ ذلك الحين.
كان ظهور خدمة البريد الإلكتروني لأول مرة في ألماني في عام 1984 ثم وصلت إلى الصين في عام 1987. ساعد فيرنر بتأسيس شركة Xlink في عام 1989 كأحد أوائل مزودي خدمات الإنترنت الألمانية. وضع زورن عددًا من المعالم المبكرة لشبكة الإنترنت دوليًا.
شارك زورن في إنشاء شبكة مفتوحة من شبكات الكمبيوتر المختلفة في المجال العلمي الألماني (CSNET، EARN، EUnet وغيرها) بصفته المسؤول الإداري في «ألمانيا». دخل في صراع مع جمعية DFN وأصبح الناقد الرئيسي لسياسة التمويل، والتي كانت موجهة بشكل صارم للتوصيل OSI ومقاوم الإنترنت القائم على TCP / IP والذي استمر حتى التسعينات.
بعد انتقاله إلى معهد هاسو بلاتنر (HPI) في جامعة بوتسدام في عام 2001، كرس زورن نفسه لمشكلة النمذجة المتسقة هرمية لنظم الاتصالات في التدريس والبحث، مما أدى إلى منهج جديد في التحليل الكمي للنظم الديناميكية المنفصلة في عام 2007 .

## الجوائز التي حصل عليها
- 2006: وسام استحقاق جمهورية ألمانيا الاتحادية[7][8]
- 2014: جائزة الصداقة للحكومة الصينية [9]
- 2016: عضو فخري في جمعية ليبينز للعلوم في برلين.[10]

## وصلات خارجية
- نصوص عن فيرنر تسورن في فهرس مكتبة ألمانيا الوطنية
- Curriculum Vitae
- Erste E-Mail nach Deutschland
- Veröffentlichungen
- History of XLINK
- Vor 20 Jahren: Deutscher Internet-Pionier schließt China ans Netz an (PDF; 65 kB) – HPI press release with background information, September 18, 2007, last accessed on January 1, 2016